# لبراهمة شرقاوة (الشلالات)
لبراهمة شرقاوة هي إحدى مشيخات المملكة المغربية، تتبع جغرافيا لعمالة المحمدية وإداريًا لالشلالات. يقدر عدد سكانها بـ 3449 نسمة حسب الإحصاء الرسمي للسكان والسكنى لسنة 2004.